# Hunted: The Demon's Forge
Pour les articles homonymes, voir Hunted.
Hunted: The Demon's Forge est un jeu d'action-RPG à la troisième personne développé par inXile Entertainment et édité par Bethesda Softworks. Il est sorti en France le 3 juin 2011 sur PlayStation 3, Xbox 360 et PC (Windows).

## Synopsis
Le Moyen Âge a été corrompu. D’abominables créatures ont émergé des entrailles de la Terre. Les disparitions se succèdent dans les villages. Attirés par l’appât du gain, deux mercenaires acceptent l'effrayante mission de découvrir où ces innocents ont été emmenés et d'arrêter cette folie. Leur périple les amènera sur des chemins sombres et tortueux où ils croiseront mort, esclavage et sacrifices. Cette route les entrainera dans les profondeurs du monde de Kala Moor et vers les secrets de Demon's Forge.

## Système de jeu
Hunted: The Demon's Forge est un jeu à la troisième personne en coopération. Il propose au joueur d'incarner E’lara, spécialiste des armes à distance et Caddoc, maître épéiste. Le joueur doit coopérer avec son acolyte pour venir à bout des énigmes et des combats qui parsèment l'aventure. Le jeu est jouable à deux en ligne et l'on peut interchanger les personnages à volonté.